# نوفو إيتاكولومي
نوفو إتاكولومي بلدية في ولاية بارانا في المنطقة الجنوبية من البرازيل.